# Trirhabda tomentosa
Trirhabda tomentosa es una especie de insecto coleóptero de la familia Chrysomelidae.
Fue descrita científicamente en 1767 por Carolus Linnaeus.